# Resultados do Carnaval de Curitiba
Essa página lista os resultados do Carnaval de Curitiba.

## 1989
| Colocação | Escola                  | Ref.  |
| --------- | ----------------------- | ----- |
| 1º        | Dom Pedro II            | [ 1 ] |
| 2º        | Mocidade Azul           | [ 1 ] |
| 3º        | Embaixadores da Alegria | [ 1 ] |

## 2004
| Grupo Especial | Grupo Especial          | Grupo Especial |
| Colocação      | Escola                  | Ref.           |
| -------------- | ----------------------- | -------------- |
| 1º             | Embaixadores da Alegria | [ 2 ]          |
| 2º             | Mocidade Azul           | [ 2 ]          |
| 3º             | Acadêmicos da Realeza   | [ 2 ]          |

## 2005
| Grupo Especial | Grupo Especial          | Grupo Especial | Grupo Especial |
| Colocação      | Escola                  | Pontos         | Ref.           |
| -------------- | ----------------------- | -------------- | -------------- |
| 1º             | Embaixadores da Alegria | 178            | [ 3 ]          |
| 2º             | Mocidade Azul           | 171            | [ 3 ]          |

## 2006
| Grupo Especial  | Grupo Especial          | Grupo Especial   |
| Colocação       | Escola                  | Ref.             |
| --------------- | ----------------------- | ---------------- |
| 1º              | Embaixadores da Alegria | [ 4 ] [ 5 ]      |
| 2º              | Acadêmicos da Realeza   | [ 5 ]            |
| 3º              | Mocidade Azul           | [ 5 ]            |
| 4º              | Jesus Bom à Beça        | [ nota 1 ] [ 5 ] |
| 5º              | Unidos dos Pinhais      | [ 5 ]            |
| Grupo de acesso |                         |                  |
| Colocação       | Escola                  | Ref.             |
| 1º              | Os Internautas          | [ 4 ]            |

## 2007
| Grupo Especial  | Grupo Especial          | Grupo Especial |
| Colocação       | Escola                  | Ref.           |
| --------------- | ----------------------- | -------------- |
| 1º              | Embaixadores da Alegria | [ 4 ]          |
| 2º              | Acadêmicos da Realeza   | [ 4 ]          |
| Grupo de acesso |                         |                |
| Colocação       | Escola                  | Ref.           |
| 1º              | Os Internautas          | [ 4 ]          |
| 2º              | Unidos dos Pinhais      | [ 4 ]          |
| 3º              | Unidos do Bairro Alto   | [ 4 ]          |

## 2008
| Grupo Especial  | Grupo Especial          | Grupo Especial |
| Colocação       | Escola                  | Ref.           |
| --------------- | ----------------------- | -------------- |
| 1º              | Acadêmicos da Realeza   | [ 6 ]          |
| 2º              | Embaixadores da Alegria | [ 6 ]          |
| 3º              | Jesus Bom à Beça        | [ 6 ]          |
| Grupo de acesso |                         |                |
| Colocação       | Escola                  | Ref.           |
| 1º              | Leões da Mocidade       | [ 6 ]          |

## 2009
| Grupo Especial  | Grupo Especial          | Grupo Especial |
| Colocação       | Escola                  | Ref.           |
| --------------- | ----------------------- | -------------- |
| 1º              | Acadêmicos da Realeza   | [ 7 ]          |
| 2º              | Embaixadores da Alegria | [ 7 ]          |
| 3º              | Leões da Mocidade       | [ 7 ]          |
| Grupo de acesso |                         |                |
| Colocação       | Escola                  | Ref.           |
| 1º              | Unidos do Bairro Alto   | [ 7 ]          |
| 2º              | Os Internautas          | [ 7 ]          |
| Desclassificada | Unidos dos Pinhais      | [ 7 ]          |

## 2010
| Grupo Especial  | Grupo Especial          | Grupo Especial | Grupo Especial |
| Colocação       | Escola                  | Pontos         | Ref.           |
| --------------- | ----------------------- | -------------- | -------------- |
| 1º              | Acadêmicos da Realeza   | 178            | [ 8 ] [ 9 ]    |
| 2º              | Embaixadores da Alegria | 176,5          | [ 8 ]          |
| 3º              | Leões da Mocidade       | 172            | [ 8 ]          |
| Desclassificada | Unidos do Bairro Alto   | *              | [ 8 ]          |
| Grupo de acesso |                         |                |                |
| Colocação       | Escola                  | Nota           | Ref.           |
| 1º              | Mocidade Azul           | Promovida      | [ 9 ]          |

## 2011
| Grupo Especial  | Grupo Especial          | Grupo Especial | Grupo Especial |
| Colocação       | Escola                  | Pontos         | Ref.           |
| --------------- | ----------------------- | -------------- | -------------- |
| 1º              | Mocidade Azul           | 186            | [ 10 ]         |
| 2º              | Embaixadores da Alegria | 181            | [ 10 ]         |
| 3º              | Acadêmicos da Realeza   | 179            | [ 10 ]         |
| 4º              | Leões da Mocidade       | 159,5          | [ 10 ]         |
| Grupo de acesso |                         |                |                |
| Colocação       | Escola                  | Nota           | Ref.           |
| 1º              | Os Internautas          | Promovida      | [ 10 ]         |

## 2012
| Grupo Especial | Grupo Especial          | Grupo Especial | Grupo Especial |
| -------------- | ----------------------- | -------------- | -------------- |
| Colocação      | Escola                  | *              | Ref.           |
| 1º             | Acadêmicos da Realeza   | *              | [ 11 ]         |
| 1º             | Mocidade Azul           | *              | [ 11 ]         |
| 3º             | Leões da Mocidade       | *              | [ 11 ]         |
| 4º             | Embaixadores da Alegria | *              | [ 11 ]         |
| 5º             | Os Internautas          | *              | [ 11 ]         |
| Grupo B        |                         |                |                |
| Colocação      | Escola                  | Nota           | Ref.           |
| 1º             | Unidos do Bairro Alto   | Promovida      | [ 11 ]         |

## 2013
| Grupo Especial  | Grupo Especial          | Grupo Especial | Grupo Especial       | Grupo Especial |
| Colocação       | Escola                  | Pontos         | Ref.                 |                |
| --------------- | ----------------------- | -------------- | -------------------- | -------------- |
| 1º              | Acadêmicos da Realeza   | 195,4          | [ 12 ] [ 13 ] [ 14 ] |                |
| 2º              | Mocidade Azul           | 194,8          | [ 12 ] [ 13 ] [ 14 ] |                |
| 3º              | Embaixadores da Alegria | 188,9          | [ 14 ]               |                |
| 4º              | Leões da Mocidade       | 183,4          | [ 14 ]               |                |
| Desclassificada | Os Internautas          | 161,5          | [ 12 ] [ 13 ] [ 14 ] |                |
| Desclassificada | Unidos do Bairro Alto   | 146,3          | [ 12 ] [ 13 ] [ 14 ] |                |

## 2014
| Grupo A   | Grupo A                 | Grupo A | Grupo A         | Grupo A       |
| Colocação | Escola                  | Pontos  | Nota            | Ref.          |
| --------- | ----------------------- | ------- | --------------- | ------------- |
| 1º        | Mocidade Azul           | 199,10  |                 | [ 15 ] [ 16 ] |
| 2º        | Acadêmicos da Realeza   | 196,7   |                 | [ 15 ]        |
| 3º        | Embaixadores da Alegria | 194,90  |                 | [ 15 ]        |
| 4º        | Leões da Mocidade       | 194     | Rebaixada       | [ 15 ] [ 16 ] |
| Grupo B   |                         |         |                 |               |
| Colocação | Escola                  | Pontos  | Nota            | Ref.          |
| 1º        | Imperatriz da Liberdade | 187,10  | Promovida       | [ 15 ]        |
| 2º        | Os Internautas          | 183,60  |                 | [ 15 ]        |
| 3º        | Unidos do Bairro Alto   | *       |                 | [ 16 ]        |
| *         | Unidos dos Pinhais      | *       | Desclassificada | [ 16 ]        |

## 2015
| Grupo A   | Grupo A                 | Grupo A | Grupo A   | Grupo A       |
| Colocação | Escola                  | Pontos  | Nota      | Ref.          |
| --------- | ----------------------- | ------- | --------- | ------------- |
| 1º        | Mocidade Azul           | 189,20  |           | [ 17 ]        |
| 2º        | Acadêmicos da Realeza   | 187     |           | [ 17 ]        |
| 3º        | Leões da Mocidade       | 183,50  |           | [ 17 ]        |
| 4º        | Embaixadores da Alegria | 181,30  |           | [ 17 ]        |
| 5º        | Imperatriz da Liberdade | 170,50  | Rebaixada | [ 17 ]        |
| Grupo B   |                         |         |           |               |
| Colocação | Escola                  | Pontos  | Nota      | Ref.          |
| 1º        | Os Internautas          | 179,70  | Promovida | [ 17 ] [ 18 ] |
| 2º        | Unidos dos Pinhais      | 140,85  |           | [ 17 ] [ 18 ] |

## 2016
| Grupo A   | Grupo A                 | Grupo A | Grupo A           | Grupo A |
| Colocação | Escola                  | Pontos  | Nota              | Ref.    |
| --------- | ----------------------- | ------- | ----------------- | ------- |
| 1º        | Mocidade Azul           | 179,5   |                   | [ 19 ]  |
| 2º        | Acadêmicos da Realeza   | 175,9   |                   | [ 19 ]  |
| 3º        | Leões da Mocidade       | 173,9   |                   | [ 19 ]  |
| 4º        | Embaixadores da Alegria | 165,4   |                   | [ 19 ]  |
| 5º        | Os Internautas          | 151,7   | Rebaixada em 2018 | [ 17 ]  |
| Grupo B   |                         |         |                   |         |
| Colocação | Escola                  | Pontos  | Nota              | Ref.    |
| 1º        | Imperatriz da Liberdade | 175,2   | Promovida em 2018 | [ 19 ]  |
| 2º        | Império Real de Colombo | 156,3   | Desclassificada   | [ 17 ]  |

## 2017
| Grupo A   | Grupo A                 | Grupo A | Grupo A                          | Grupo A |
| Colocação | Escola                  | Pontos  | Nota                             | Ref.    |
| --------- | ----------------------- | ------- | -------------------------------- | ------- |
| 1º        | Mocidade Azul           |         |                                  |         |
| 2º        | Acadêmicos da Realeza   |         |                                  |         |
| 3º        | Leões da Mocidade       |         | não desfilou- licenciada         |         |
| 4º        | Embaixadores da Alegria |         |                                  |         |
| 5º        | Os Internautas          |         |                                  |         |
| Grupo B   |                         |         |                                  |         |
| Colocação | Escola                  | Pontos  | Nota                             | Ref.    |
| 1º        | Imperatriz da Liberdade |         |                                  |         |
| 2º        | Império Real de Colombo |         |                                  |         |
| 3º        | Enamorados do Samba     |         | não desfilou - desfilará em 2018 |         |

- Neste ano (2017) não houve concurso devida ao corte de recursos efetuado pela Prefeitura de Curitiba. Houve uma acordo entre as escolas de samba, onde haveria desfile mas sem concurso. Para o carnaval de 2018, seguiria o resultado de 2016. (fonte: G1 Paraná)
- Leões da Mocidade não desfilou neste ano.

## 2018
| Grupo A   | Grupo A                 | Grupo A | Grupo A      | Grupo A |
| Colocação | Escola                  | Pontos  | Nota         | Ref.    |
| --------- | ----------------------- | ------- | ------------ | ------- |
| 1º        | Mocidade Azul           |         |              | [ 20 ]  |
| 2º        | Acadêmicos da Realeza   |         |              |         |
| 3º        | Imperatriz da Liberdade |         |              |         |
| 4º        | Leões da Mocidade       |         |              |         |
| 5º        | Embaixadores da Alegria |         | rebaixamento |         |
| Grupo B   |                         |         |              |         |
| Colocação | Escola                  | Pontos  | Nota         | Ref.    |
| 1º        | Enamorados do Samba     |         | promovida    |         |
| 2º        | Unidos dos Pinhais      |         |              |         |
| 3º        | Império Real de Colombo |         |              | [ 21 ]  |

## 2019
GRUPO ESPECIAL
| Agremiação              | Bateria | Bateria | Samba Enredo | Samba Enredo | Mestre Sala e Porta Bandeira | Mestre Sala e Porta Bandeira | Comissão de Frente | Comissão de Frente | Enredo | Enredo | Fantasia | Fantasia | Alegorias e Adereços | Alegorias e Adereços | Harmonia | Harmonia | Conjunto | Conjunto | Pontos |
| Enamorados do Samba     | 10,00   | 10,00   | 10,00        | 10,00        | 8,50                         | 9,60                         | 9,90               | 10,00              | 9,90   | 10,00  | 9,00     | 10,00    | 9,90                 | 9,70                 | 9,40     | 10,00    | 9,80     | 9,80     | 175,50 |
| Leões da Mocidade       | 9,80    | 10,00   | 10,00        | 10,00        | 10,00                        | 9,80                         | 9,60               | 8,00               | 9,50   | 9,70   | 8,00     | 9,20     | 9,00                 | 9,60                 | 9,50     | 9,80     | 9,70     | 10,00    | 171,20 |
| Imperatirz da Liberdade | 9,90    | 9,00    | 9,80         | 9,70         | 9,90                         | 10,00                        | 8,90               | 8,70               | 10,00  | 9,80   | 9,50     | 9,10     | 9,60                 | 9,80                 | 9,40     | 9,90     | 9,60     | 9,90     | 172,50 |
| Acadêmicos da Realeza   | 10,00   | 10,00   | 10,00        | 9,90         | 10,00                        | 10,00                        | 10,00              | 10,00              | 10,00  | 10,00  | 9,50     | 10,00    | 9,80                 | 10,00                | 9,90     | 10,00    | 9,90     | 10,00    | 179,00 |
| Mocidade Azul           | 10,00   | 10,00   | 10,00        | 10,00        | 10,00                        | 10,00                        | 10,00              | 10,00              | 10,00  | 9,90   | 10,00    | 10,00    | 9,90                 | 10,00                | 9,80     | 10,00    | 10,00    | 10,00    | 179,60 |

| GRUPO ESPECIAL |                         |        |                                     |
| Colocação      | Agremiação              | Pontos | Nota                                |
| 1º             | Mocidade Azul           | 179,60 |                                     |
| 2º             | Acadêmicos da Realeza   | 179,00 |                                     |
| 3º             | Enamorados do Samba     | 175,50 |                                     |
| 4º             | Imperatirz da Liberdade | 172,50 |                                     |
| 5º             | Leões da Mocidade       | 171,20 | rebaixada para grupo de acesso 2020 |

GRUPO DE ACESSO
| Agremiação              | Bateria | Bateria | Samba Enredo | Samba Enredo | Mestre Sala e Porta Bandeira | Mestre Sala e Porta Bandeira | Comissão de Frente | Comissão de Frente | Enredo | Enredo | Fantasia | Fantasia | Alegorias e Adereços | Alegorias e Adereços | Harmonia | Harmonia | Conjunto | Conjunto | Pontos |
| Unidos de Pinhas        | 9,50    | 9,00    | 7,50         | 7,50         | 8,50                         | 9,80                         | 8,00               | 7,00               | 7,00   | 8,50   | 7,00     | 7,00     | 7,00                 | 7,00                 | 7,00     | 9,30     | 7,40     | 9,70     | 143,70 |
| Império Real de Colombo | 9,70    | 10,00   | 9,50         | 8,40         | 9,50                         | 9,70                         | 7,80               | 7,00               | 9,00   | 8,50   | 7,20     | 8,00     | 7,50                 | 8,90                 | 7,00     | 9,70     | 7,80     | 9,70     | 154,90 |
| Os Internautas          | 10,00   | 10,00   | 9,90         | 8,90         | 9,00                         | 9,90                         | 10,00              | 9,40               | 9,80   | 10,00  | 9,10     | 9,00     | 9,00                 | 9,80                 | 8,90     | 9,70     | 8,50     | 9,80     | 170,70 |
| Embaixadores da Alegria | 10,00   | 10,00   | 10,00        | 10,00        | 9,90                         | 9,90                         | 10,00              | 10,00              | 9,90   | 10,00  | 10,00    | 10,00    | 9,60                 | 10,00                | 10,00    | 10,00    | 10,00    | 9,90     | 179,20 |

| GRUPO DE ACESSO |                         |        |                                                                                        |
| Colocação       | Agremiação              | Pontos | Nota                                                                                   |
| 1º              | Embaixadores da Alegria | 179,20 | promovida para grupo especial 2020                                                     |
| 2º              | Os Internautas          | 170,70 |                                                                                        |
| 3º              | Império Real de Colombo | 154,90 | desclassificada por não compareceram na avenida com o número mínimo de 160 componentes |
| 4º              | Unidos de Pinhas        | 143,70 | desclassificada por não compareceram na avenida com o número mínimo de 160 componentes |

## 2020
GRUPO ESPECIAL
| Agremiação              | Bateria | Bateria | Samba Enredo | Samba Enredo | Mestre Sala e Porta Bandeira | Mestre Sala e Porta Bandeira | Comissão de Frente | Comissão de Frente | Enredo | Enredo | Fantasia | Fantasia | Alegorias e Adereços | Alegorias e Adereços | Harmonia | Harmonia | Conjunto | Conjunto | Pontos |
| Embaixadores da Alegria | 10,00   | 9,90    | 9,00         | 10,00        | 9,70                         | 9,50                         | 9,80               | 10,00              | 9,80   | 9,90   | 7,50     | 9,80     | 9,40                 | 9,90                 | 9,90     | 9,10     | 9,60     | 9,80     | 172,60 |
| Imperatirz da Liberdade | 9,90    | 10,00   | 8,00         | 10,00        | 10,00                        | 9,80                         | 10,00              | 10,00              | 9,90   | 9,90   | 10,00    | 9,70     | 9,30                 | 10,00                | 10,00    | 9,50     | 10,00    | 10,00    | 176,00 |
| Enamorados do Samba     | 9,90    | 10,00   | 10,00        | 9,80         | 10,00                        | 9,80                         | 10,00              | 10,00              | 9,90   | 10,00  | 9,80     | 10,00    | 10,00                | 10,00                | 10,00    | 9,80     | 9,80     | 10,00    | 178,80 |
| Acadêmicos da Realeza   | 10,00   | 10,00   | 10,00        | 10,00        | 10,00                        | 9,90                         | 9,90               | 10,00              | 10,00  | 9,90   | 9,50     | 9,80     | 9,50                 | 10,00                | 10,00    | 9,60     | 9,80     | 10,00    | 177,90 |
| Mocidade Azul           | 10,00   | 10,00   | 10,00        | 9,90         | 9,90                         | 10,00                        | 9,90               | 10,00              | 10,00  | 9,90   | 10,00    | 9,80     | 9,90                 | 9,80                 | 9,90     | 9,70     | 10,00    | 10,00    | 178,70 |

| GRUPO ESPECIAL |                         |                                     |        |
| Colocação      | Agremiação              | Enredo                              | Pontos |
| 1º             | Enamorados do Samba     |                                     | 178,80 |
| 2º             | Mocidade Azul           |                                     | 178,70 |
| 3º             | Acadêmicos da Realeza   |                                     | 177,90 |
| 4º             | Imperatirz da Liberdade |                                     | 176,00 |
| 5º             | Embaixadores da Alegria | rebaixada para grupo de acesso 2021 | 172,60 |

Grupo de acesso
| 1º | Os Internautas    | Arriba México, foi sem querer que caí no samba         | Promovida ao Grupo Especial 2022 |
| -- | ----------------- | ------------------------------------------------------ | -------------------------------- |
| 2º | Leões da Mocidade | O sagrado e o Profano, nas festas populares de Para-nã |                                  |
| 3º | Unidos de Pinhais |                                                        |                                  |

- 1- Os Internautas[23]
- 2- Leões da Mocidade[24]
- 3- Unidos dos Pinhais[24]

## 2024
| Agremiação/Quesito      | Bateria | Bateria | Samba-Enredo | Samba-Enredo | Mestre Sala e Porta Bandeira | Mestre Sala e Porta Bandeira | Comissão de Frente | Comissão de Frente | Enredo | Enredo | Fantasia | Fantasia | Alegorias e Adereços | Alegorias e Adereços | Harmonia | Harmonia | Conjunto | Conjunto | Total |
| ----------------------- | ------- | ------- | ------------ | ------------ | ---------------------------- | ---------------------------- | ------------------ | ------------------ | ------ | ------ | -------- | -------- | -------------------- | -------------------- | -------- | -------- | -------- | -------- | ----- |
| Deixa Falar             | 10      | 10      | 10           | 10           | 9,8                          | 9,9                          | 9,9                | 10                 | 10     | 9,9    | 9,9      | 9,8      | 9,7                  | 9,9                  | 9,8      | 9,9      | 9,9      | 10       | 178,4 |
| Imperatriz da Liberdade | 10      | 10      | 9,9          | 10           | 9,9                          | 10                           | 9,6                | 9,8                | 10     | 9,9    | 9,6      | 9,5      | 9,4                  | 9,7                  | 9,5      | 9,8      | 9,5      | 9,9      | 176   |
| Enamorados do Samba     | 10      | 9,9     | 10           | 10           | 9,9                          | 9,5                          | 9,8                | 10                 | 10     | 9,9    | 9,8      | 9,7      | 9,5                  | 9,9                  | 9,9      | 9,8      | 10       | 10       | 177,6 |
| Acadêmicos da Realeza   | 10      | 10      | 10           | 10           | 10                           | 10                           | 10                 | 10                 | 10     | 10     | 10       | 9,8      | 9,9                  | 9,9                  | 10       | 9,9      | 10       | 9,8      | 179,3 |
| Mocidade Azul           | 10      | 10      | 9,9          | 10           | 10                           | 9,9                          | 10                 | 10                 | 10     | 10     | 10       | 9,8      | 10                   | 9,9                  | 10       | 9,9      | 9,7      | 10       | 179,1 |

Acadêmicos da Realeza vencedora do Grupo Especial do desfile das escolas de samba de Curitiba.
Imperatriz da Liberdade, última do Grupo Especial, rebaixada ao Grupo de Acesso em 2025.
| Agremiação/Quesito      | Bateria | Bateria | Samba-Enredo | Samba-Enredo | Mestre Sala e Porta Bandeira | Mestre Sala e Porta Bandeira | Comissão de Frente | Comissão de Frente | Enredo | Enredo | Fantasia | Fantasia | Alegorias e Adereços | Alegorias e Adereços | Harmonia | Harmonia | Conjunto | Conjunto | Total |
| ----------------------- | ------- | ------- | ------------ | ------------ | ---------------------------- | ---------------------------- | ------------------ | ------------------ | ------ | ------ | -------- | -------- | -------------------- | -------------------- | -------- | -------- | -------- | -------- | ----- |
| Embaixadores da Alegria | 9,9     | 10      | 9,8          | 9,9          | 9,8                          | 9,8                          | 10                 | 10                 | 10     | 9,8    | 9,9      | 9,8      | 9,4                  | 10                   | 9,7      | 9,6      | 9,7      | 10       | 177,1 |
| Leões da Mocidade       | 9,9     | 10      | 10           | 9,9          | 10                           | 10                           | 10                 | 9,9                | 10     | 9,7    | 10       | 9,7      | 10                   | 9,9                  | 9,9      | 10       | 10       | 10       | 178,9 |
| Os Internautas          | 9,1     | 9,7     | 9,9          | 9,8          | 10                           | 9,3                          | 9,9                | 9,7                | 9,9    | 9,5    | 9,7      | 9,5      | 9,9                  | 9,8                  | 9,8      | 9,4      | 9,6      | 9,9      | 174,2 |

Leões da Mocidade, vencedora do Grupo de Acesso, desfila no Grupo Especial em 2025.